# Europese kampioenschappen judo 1982 (vrouwen)
De Europese kampioenschappen judo 1982 werden op 13 en 14 maart 1982 gehouden in Oslo, Noorwegen. 

## Resultaten
| Gewichtsklasse | Goud               | Zilver               | Brons                                 |
| -------------- | ------------------ | -------------------- | ------------------------------------- |
| – 48 kg        | Karen Briggs       | Anna De Novellis     | Marie-France Colignon Jaana Ronkainen |
| – 52 kg        | Edith Hrovat       | Loretta Doyle        | Ann Löf Pascale Doger                 |
| – 56 kg        | Béatrice Rodriguez | Rebecca Limerick     | Inge Krasser Gerda Winklbauer         |
| – 61 kg        | Herta Reiter       | Chantal Han          | Gabriele Ritschel Martine Rottier     |
| – 66 kg        | Edith Simon        | Dawn Netherwood      | Claudette Dekarz Karin Krüger         |
| – 72 kg        | Jocelyne Triadou   | Barbara Claßen       | Marina Berg Ines Kaspers              |
| + 72 kg        | Marjolein van Unen | Christiane Kieburg   | Véronique Vigneron Margherita De Cal  |
| Open           | Edith Simon        | Jolanda van Meggelen | Barbara Claßen Isabel Cortavitarte    |

## Medailleklassement
| Plaats | Land                     | Goud | Zilver | Brons | Totaal |
| 1      | Oostenrijk               | 4    | –      | 1     | 5      |
| 2      | Frankrijk                | 2    | –      | 5     | 7      |
| 3      | Verenigd Koninkrijk      | 1    | 2      | –     | 3      |
| 3      | Nederland                | 1    | 2      | –     | 3      |
| 5      | Bondsrepubliek Duitsland | –    | 2      | 3     | 5      |
| 6      | Zweden                   | –    | 1      | 2     | 3      |
| 7      | Italië                   | –    | 1      | 1     | 2      |
| 8      | Spanje                   | –    | –      | 2     | 2      |
| 9      | Finland                  | –    | –      | 1     | 1      |
| 9      | Zwitserland              | –    | –      | 1     | 1      |
|        | Totaal                   | 8    | 8      | 16    | 32     |